# Steve Janaszak
Steve James Janaszak (* 7. Januar 1957 in St. Paul, Minnesota) ist ein ehemaliger US-amerikanischer Eishockeytorwart, der in seiner aktiven Zeit von 1975 bis 1983 unter anderem für die Minnesota North Stars und Colorado Rockies in der National Hockey League gespielt hat.

## Karriere
Steve Janaszak begann seine Karriere als Eishockeyspieler an der Hill-Murray High School. Von 1975 bis 1979 besuchte er die University of Minnesota, für deren Eishockeymannschaft er parallel in der National Collegiate Athletic Association spielte. Mit der Mannschaft gewann er in den Jahren 1976 und 1979 jeweils die NCAA-Meisterschaft. In seinem letzten Collegejahr wurde der Torwart zudem in das All-Tournament Team der NCAA sowie zum wertvollsten Spieler des Finalturniers gewählt. Nach Beendigung seines Studiums, schloss er sich dem Team USA in dessen Olympiavorbereitung an und absolvierte in diesem Zeitraum insgesamt 17 Testspiele. Im weiteren Verlauf der Saison 1979/80 spielte er zudem im professionellen Eishockey vier Mal für die Baltimore Clippers aus der Eastern Hockey League sowie je ein Mal für die Tulsa Oilers und Oklahoma City Stars aus der Central Hockey League sowie die Minnesota North Stars aus der National Hockey League. 
Den Großteil der Saison 1980/81 verbrachte Janaszak bei den Fort Wayne Komets aus der International Hockey League. Dort konnte er überzeugen und erhielt die Ken McKenzie Trophy als bester US-amerikanischer Rookie der Liga. Kurz vor Saisonende kehrte er jedoch in die CHL zurück, in der er in den folgenden eineinhalb Jahren für die Fort Worth Texans zwischen den Pfosten stand. Zudem bestritt er in der Saison 1981/82 weitere zwei NHL-Partien, diesmal für die Colorado Rockies, konnte jedoch dabei nicht überzeugen. In der Saison 1982/83 spielte der US-Amerikaner für die Wichita Wind aus der CHL. Anschließend beendete er bereits mit 26 Jahren seine Karriere.  

### International
Für die USA nahm Janaszak an den Olympischen Winterspielen 1980 in Lake Placid teil. Beim sogenannten Miracle on Ice gewann er mit seiner Mannschaft als Ersatztorwart ohne Einsatz die Goldmedaille. Zudem lief er für sein Heimatland bei der Weltmeisterschaft 1982 auf, bei der er drei Partien bestritt.

## Erfolge und Auszeichnungen
| - 1976 NCAA-Division-I-Championship mit der University of Minnesota - 1979 NCAA-Division-I-Championship mit der University of Minnesota - 1979 NCAA All-Tournament Team | - 1979 NCAA Tournament MVP - 1981 Ken McKenzie Trophy (gemeinsam mit Mike LaBianca) |

### International
- 1980 Goldmedaille bei den Olympischen Winterspielen